# Roscolyn Tor
Der Roscolyn Tor ist eine hohe Felsformation aus Sandstein im ostantarktischen Viktorialand. In den Allan Hills ragt er 1,5 km südwestlich des Warren Peak auf.
Erkundet wurde er 1964 von einer Mannschaft, die im Rahmen des New Zealand Antarctic Research Program in den Allan Hills tätig war. Diese benannte ihn nach einer ähnlichen Felsformation auf der walisischen Insel Anglesey.